# M-84AS1
М-84АС1 је српски модернизовани тенк југословенског тенка М-84/А,модернизацију је извршио Југоимпорт СДПР. Први пут јавно је представљен на сајму "Партнер 2017" заједно и са другим моделом српског тенка М-84АБ1 (слични називи:
М-84АС,М-2001),такође је приказан и на војној вежби "Челик 2017" у Никинцима.

## Опис
М-84АС1 представља модернизацију и значајно унапређење основе тенка, приоритет је дат на повећању ватреној моћи тенка као и на побољшању оклопне заштите како би се унапредила првенствено врло лоша оклопна заштита тенка М-84/А. Модернизацијом је ипак задржан старији 2А46М глаткоцевни топ калибра 125мм, али зато омогућена и развијена употреба модерније и боље нове муниције. Модернизација представља јефтинију варијанту надоградње од М-84АБ1, због много мање надоградња него на АБ1. За сада није познато да ли је намењен надоградњи српских тенкова М-84/А или као модернизација извезених (Кувајтских М-84АБ тенкова).

## Опрема
Од опреме која је уграђена у тенку, поседује модернизован систем управљања ватре (СУВ) DNNS-2ATK нишанском справом, која поседује дневно-ноћну термовизијски и ТВ каналом. Тенк је такође опремљен опто електронским системима као и са системом за навигацију ГПС уређајем, командно информативним системом КИС за информациону подршку командовања оклопним јединицама, радио везе нове генерације THALES, детектор ласерског озрачења, уређај за откривање ласерског зрачења.

## Наоружање
- Глаткоцевни топ 2А46М 125мм уз примену нове значајно боље муниције уместо старије југословенске муниције М88, што доводи до веће ватрене моћи и увећавања пробојност на непријатељској мети.
- ДУБС 12,7мм - Даљинско управљива борбена станица калибра 12,7мм. (Монтирана иза поклопца командира тенка, борбена станица може се користити ноћу и дању по циљевима на земљи или ваздуху, такође даје могућност термалног приказа командиру.).
- Спрегнути митраљез 7,62мм.

## Заштита
Тенк је опремљен са неколико врста заштите као што су:
- Динамична заштита Контакт-1 односно експлозивно реактивна заштита друге генерације. (предњи део,и купола. Омогућава заштиту од кумулативних пројектила али без заштите од кинетичких пројектила.).
- Решеткасти оклоп "Кавез" против дејства граната против-оклопних бацача. (задња страна,и мали део бочних страна тенка такође и на задњем делу куполе.).
- Додате су по три плоче односно против оклопни екрани на бочним странама укупно 6. (предњим бочним странама).
- Систем активне опто електронске заштите је повезан са бацачима 12 димних кутија по 6 на бочним странама. (Систем се активира помоћу сензора који детектује ласерско и радарско озрачење било којих врста надолазећих ПО средстава.).
- Поседује опрему против радиолошког и хемијског напада.

## Оперативна употреба
На војној вежби "Челик 2017" у Никинцима, приказан тенк заједно са тенковима М-84 и М-84А, у изрежираној војној сцени напада и дејства три тенка (М-84, М-84А и М-84АС1) на одређеним метама, М-84АС1 је користио дејство ДУБС-а 12,7мм, док је бојево гађање из непознатих разлога није приказано.

## Корисници
- Србија-12 тенкова испоручена почетком 2024.Очекује се испорука још 14 модернизованих тенкова до краја 2024.